# Rezydencja w Monachium
Rezydencja (niem. Residenz) – rezydencja królów Bawarii w Monachium w Niemczech.
Budowana od końca XVI do połowy XIX w. Tworzy ją zespół wielu budowli od dwu- do czterokondygnacyjnych, zgrupowanych wokół dziesięciu zamkniętych lub półotwartych dziedzińców. Budowle te reprezentują przegląd stylów architektonicznych od renesansu przez barok i rokoko po klasycyzm. Obiekty są zgrupowane w trzy główne kompleksy: Königsbau, Rezydencja Maksymiliańska (niem. Maximilianische Residenz) oraz Festsaalbau. Od 1920 r. Rezydencja służy głównie celom muzealnym, kulturalnym i reprezentacyjnym. Zespół muzealny obejmuje łącznie 130 pomieszczeń.
Pod koniec XIV w. Wittelsbachowie przenieśli się z dworu Alter Hof, położonego w centrum miasta, do nowej siedziby, która znajdowała się wówczas na północno-wschodnich krańcach Monachium. Pomiędzy 1570 a 1620 r. na miejscu pierwotnego zamku wybudowano pałac utrzymany w stylu manierystycznym, zwaną później w skrócie Rezydencją. Zespołem architektów i projektantów wnętrz, którzy pochodzili głównie z Holandii, kierował Friedrich Sustris. Powstały zabudowania wokół dziedzińców Kapellenhof (z kaplicami Hoffkapelle i Reiche Kapelle) oraz długi Brunnenhof, pośrodku którego stoi fontanna poświęcona Wittelsbachom.
Przez następne wieki pałac wielokrotnie rozbudowywano, wznosząc m.in. w latach 1751–1753 imponujący rokokowy Teatr Cuvilliésa (niem. Cuvilliéstheater). Zasadnicze zmiany przyniósł XIX w., co wiązało się z nową funkcją budowli jako siedziby królewskiej. Architekt Leo von Klenze, tworzący ówczesną przebudowę Monachium, dodał do kompleksu pałacowego od strony południowej rustykalny gmach Königsbau, zwrócony frontem ku Max-Joseph-Platz. Od strony północnej wzniesiono Festsaalbau, z oknami wychodzącymi na ogrody Hofgarten. Renesansową fasadę z czasów elektora Maksymiliana I od strony Residenzstrasse zdobią dwa okazałe portale i posąg Matki Boskiej w niszy między nimi.
Rezydencja, zniszczona podczas II wojny światowej, została w ogromnej większości odbudowana w latach 50. i 60. XX w., jednak rewaloryzacja poszczególnych pomieszczeń i obiektów trwa do dzisiaj.

## Muzeum Rezydencji
Wszystkie pomieszczenia o wybitnej wartości historycznej zajmuje obecnie Muzeum Rezydencji (niem. Residenzmuseum), będące faktycznie zespołem szeregu różnych ekspozycji (zwiedzanych w większości niezależnie).
- Komnaty Elektorskie (niem. Kurfürstenzimmer). We wnętrzach, obejmujących szereg komnat z bogatymi zbiorami chińskiej, japońskiej i europejskiej porcelany od XIV do XIX w. zwracają uwagę m.in. obrazy Bernarda Belotta oraz cykl 25 obrazów włoskich pejzaży pędzla Carla Rottmanna, reprezentanta monachijskiego romantyzmu.
- Bogate Pokoje (niem. Reiche Zimmer), obejmujące 8 komnat projektu François de Cuvilliés, o pełnym przepychu, rokokowym wystroju.
- Sale Nibelungów (niem. Nibelungen Säle) w gmachu Königsbau, których ściany zdobi cykl malowideł przedstawiających sceny z germańskiego eposu Pieśń o Nibelungach. Malował je Julius Schnorr von Carolsfeld(inne języki), przedstawiciel grupy Nazareńczyków.
- Skarbiec (niem. Schatzkammer), gromadzący arcydzieła złotnictwa i rzemiosła artystycznego. Wśród najcenniejszych eksponatów wyróżniają się: pochodzące z końca IX w. miniaturowe cyborium, należące ongiś do Arnulfa, księcia Karyntii, krzyż Gizeli, królowej węgierskiej, imponująca kolekcja koron królewskich, z koroną księżniczki Blanki, córki króla Anglii Henryka IV oraz bawarskie klejnoty koronne, wykonane na początku XIX stulecia. Chlubą skarbca jest przechowywana w osobnym pomieszczeniu konna statuetka św. Jerzego, wykonana w Monachium ok. 1590 r. według projektu Sustrisa dla Wilhelma V. Obok insygniów królewskich można tu podziwiać bogatą kolekcję pucharów, kufli, szkatułek, kandelabrów, zegarów i przenośnych ołtarzy, będące wybitnymi osiągnięciami sztuki użytkowej niemieckiego renesansu. Na szczególną uwagę zasługuje wycięty w górskim krysztale półmisek oprawiony w złoto, autorstwa Holbeina.
- Kamienna Izba (niem. Steinzimmer), wytwornie umeblowany apartament, w którym znajduje się cykl alegorii przedstawiających świat i zaświaty według koncepcji własnej elektora.
- Bogata Kaplica (niem. Reiche Kapelle), która odgrywała rolę prywatnej kaplicy jednego z najbardziej znanych Wittelsbachów, Maksymiliana I. Jak sama nazwa wskazuje, wyjątkowo bogato zdobiona.
- Kaplica Dworska (niem. Hofkapelle), dostępna ongiś dla wszystkich, większa, lecz mniej wystawna niż poprzednia, wzorowana na śródmiejskim kościele św. Michała. Zdobienia na sklepieniu pochodzą z 1614 r.
- Teatr Cuvilliésa (niem. Cuvilliés-Theater), którego wnętrza są dziełem François de Cuvilliés i jego syna. Autorem stiuków i fresków jest Johann Baptista Zimmermann. 29 stycznia 1781 r. odbyła się tu światowa prapremiera opery Mozarta pt. Idomeneo.
- Państwowe Zbiory Sztuki Egipskiej (niem. Staatliche Sammlung Ägyptischer Kunst), gromadzące zbiory pochodzące z różnych okresów starożytnego państwa egipskiego, zbiory sztuki koptyjskiej i monumentalne reliefy asyryjskie. Do szczególnie cennych należą tu posąg Amenemhata III (z ok. 1800 r. p.n.e.), złocona maska trumienna królowej Satdjehuti-Satibu z 1575 r. p.n.e., złote precjoza królowej Meroe i egipskie posągi z pałacu cesarza Hadriana w Tivoli.

Dzięki koligacjom rodzinnym Wittelsbachów, Muzeum Rezydencji szczyci się jednym z najbogatszych i najcenniejszych zbiorów poloników związanych z polskimi monarchami. Pochodzą one bądź z darów, bądź z posagów polskich księżniczek – Anny Katarzyny Konstancji Wazy, Teresy Kunegundy Sobieskiej, Ludwiki Karoliny Radziwiłł oraz Teresy Lubomirskiej.

## Galeria

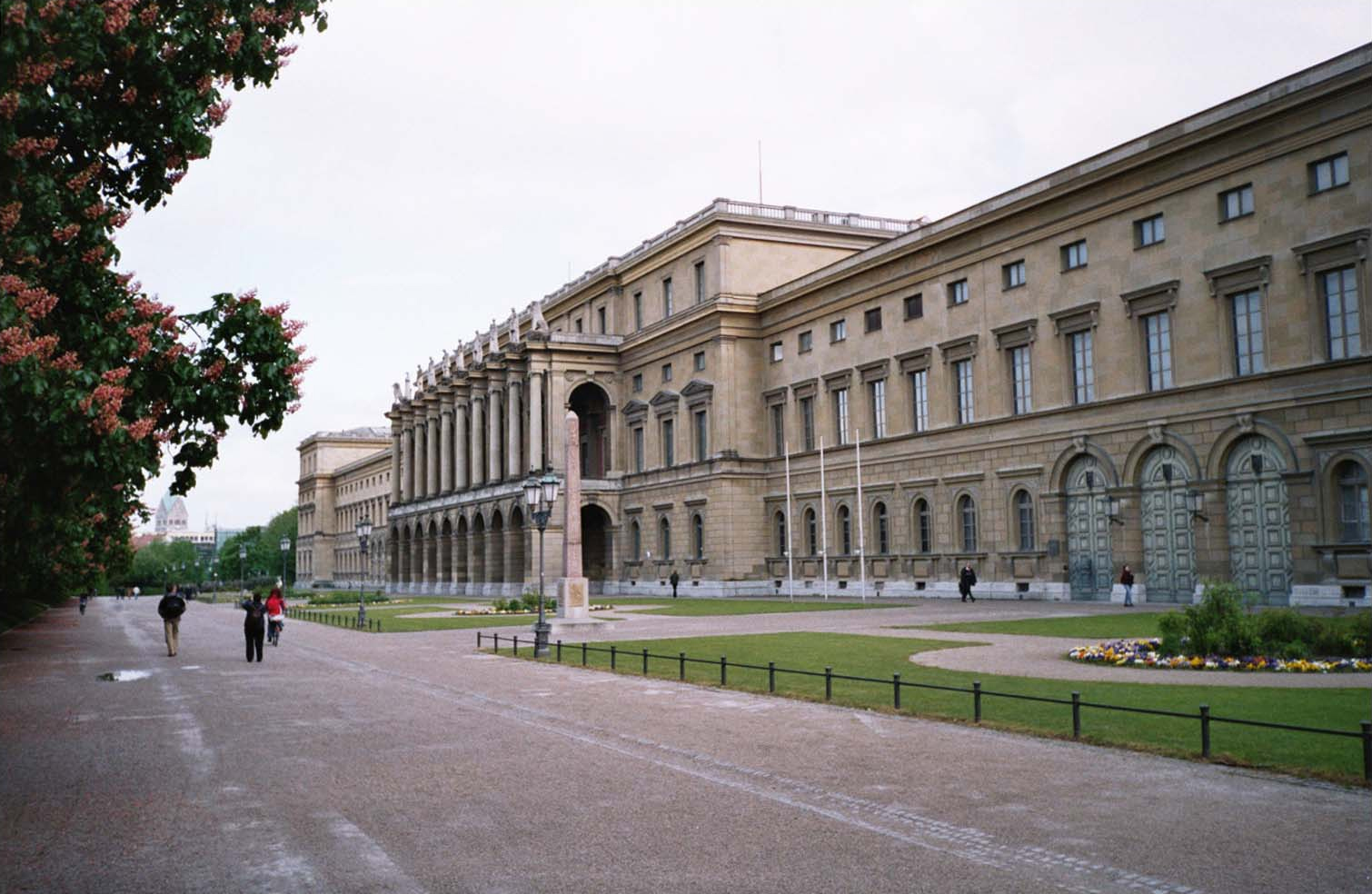
Rezydencja w Monachium – Festsaalbau od strony ogrodów Hofgarten
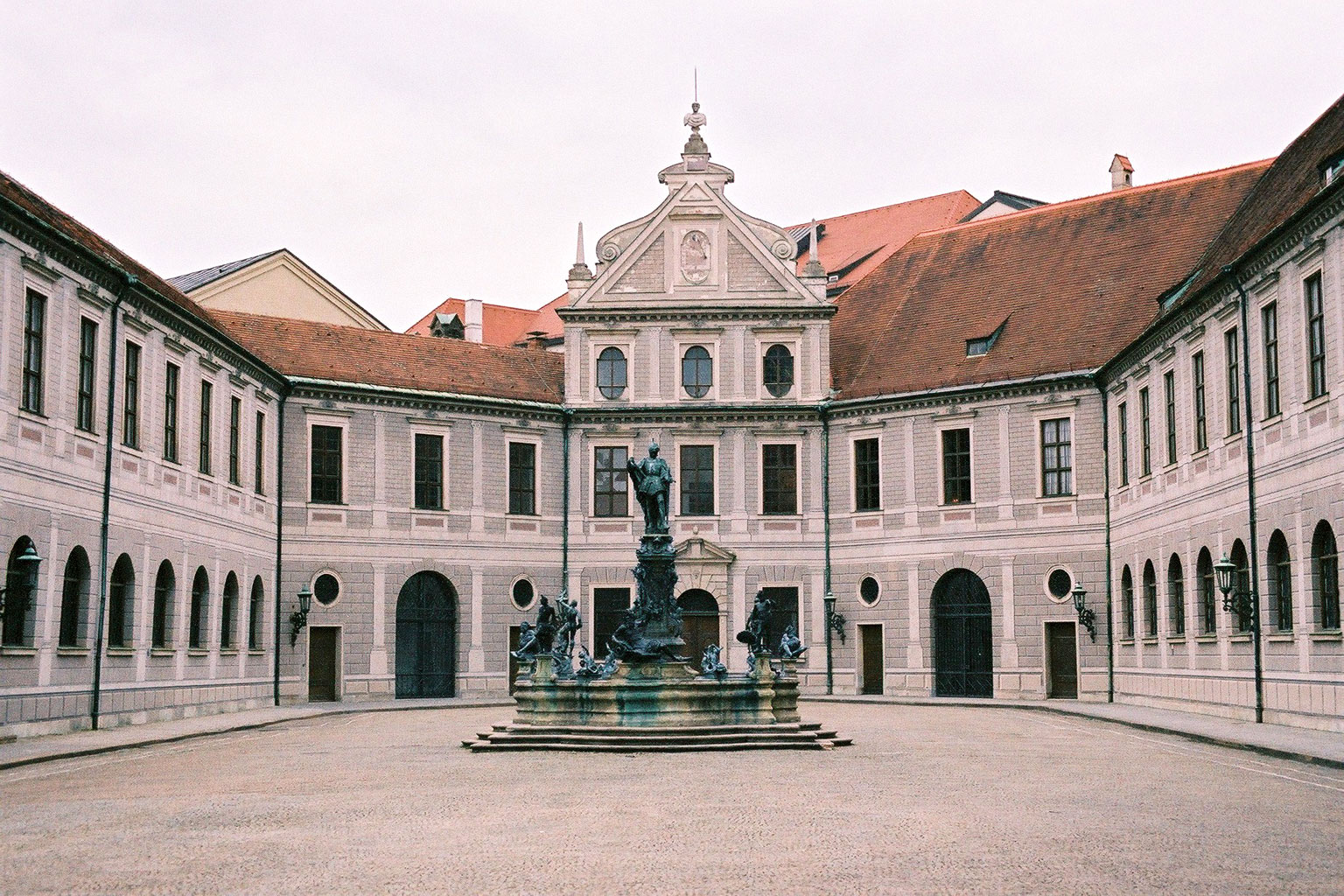
Rezydencja w Monachium – dziedziniec Brunnenhof
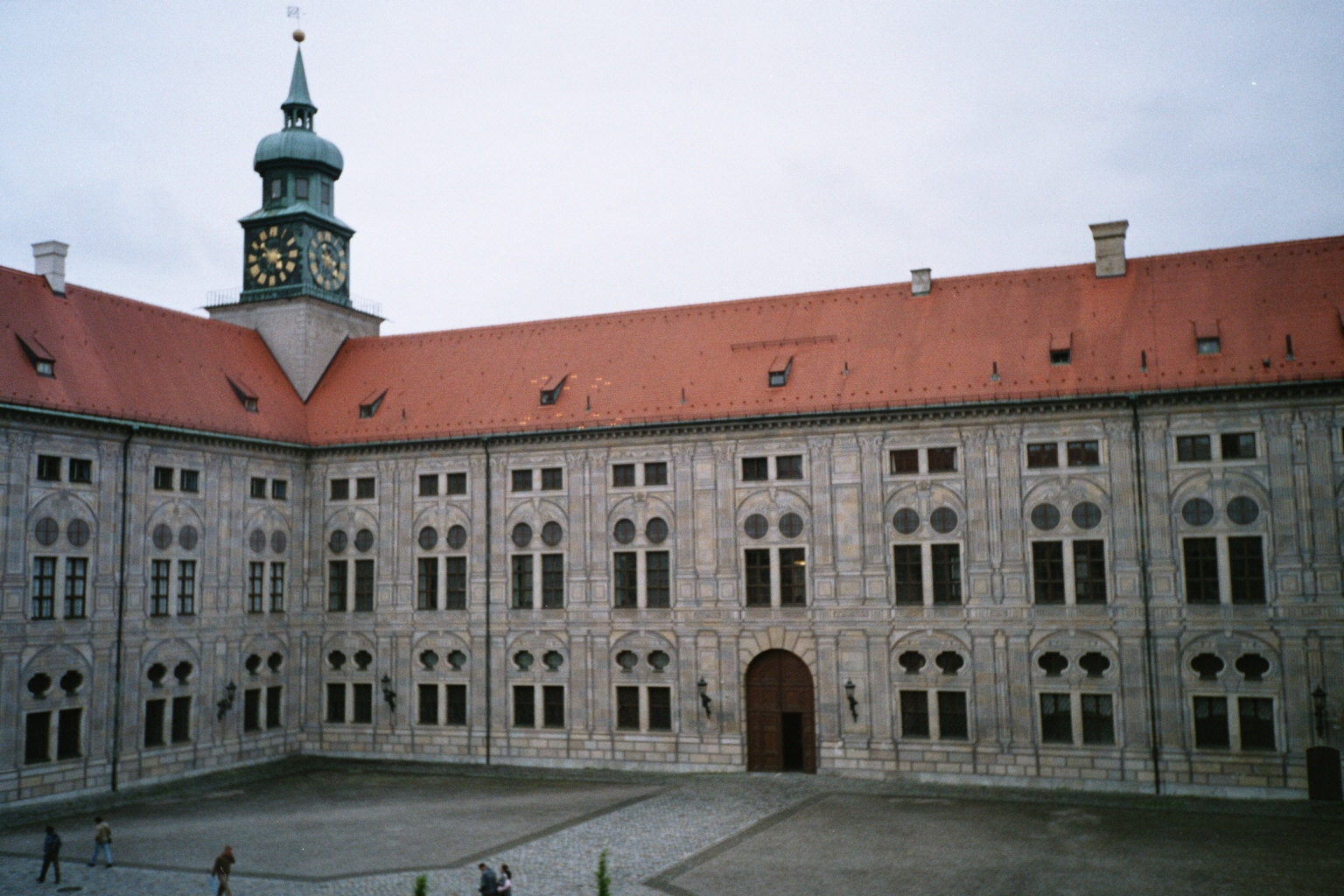
Rezydencja w Monachium – dziedziniec Kaiserhof

Polonika
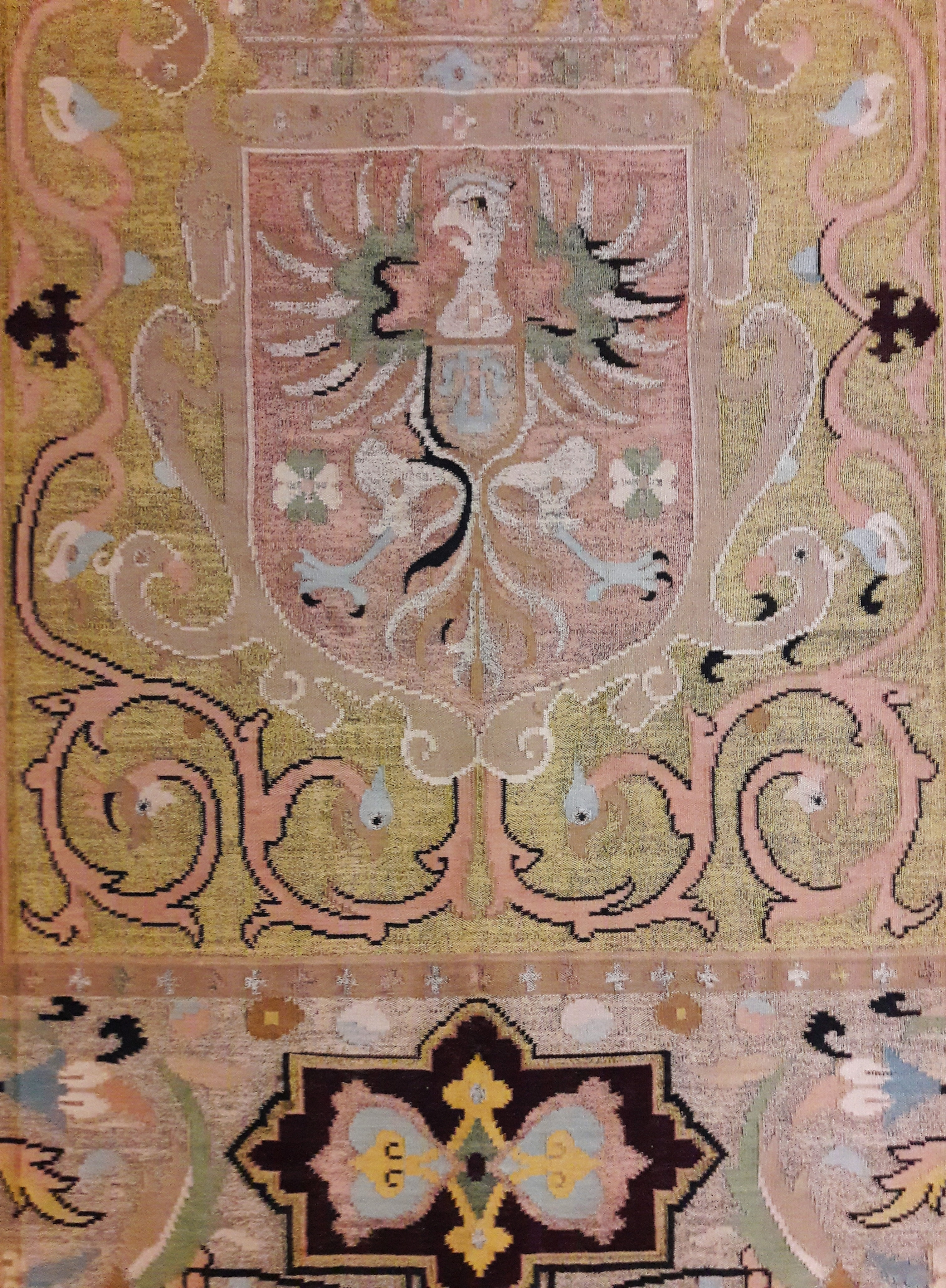
Kilim safawidzki z orłem polskim
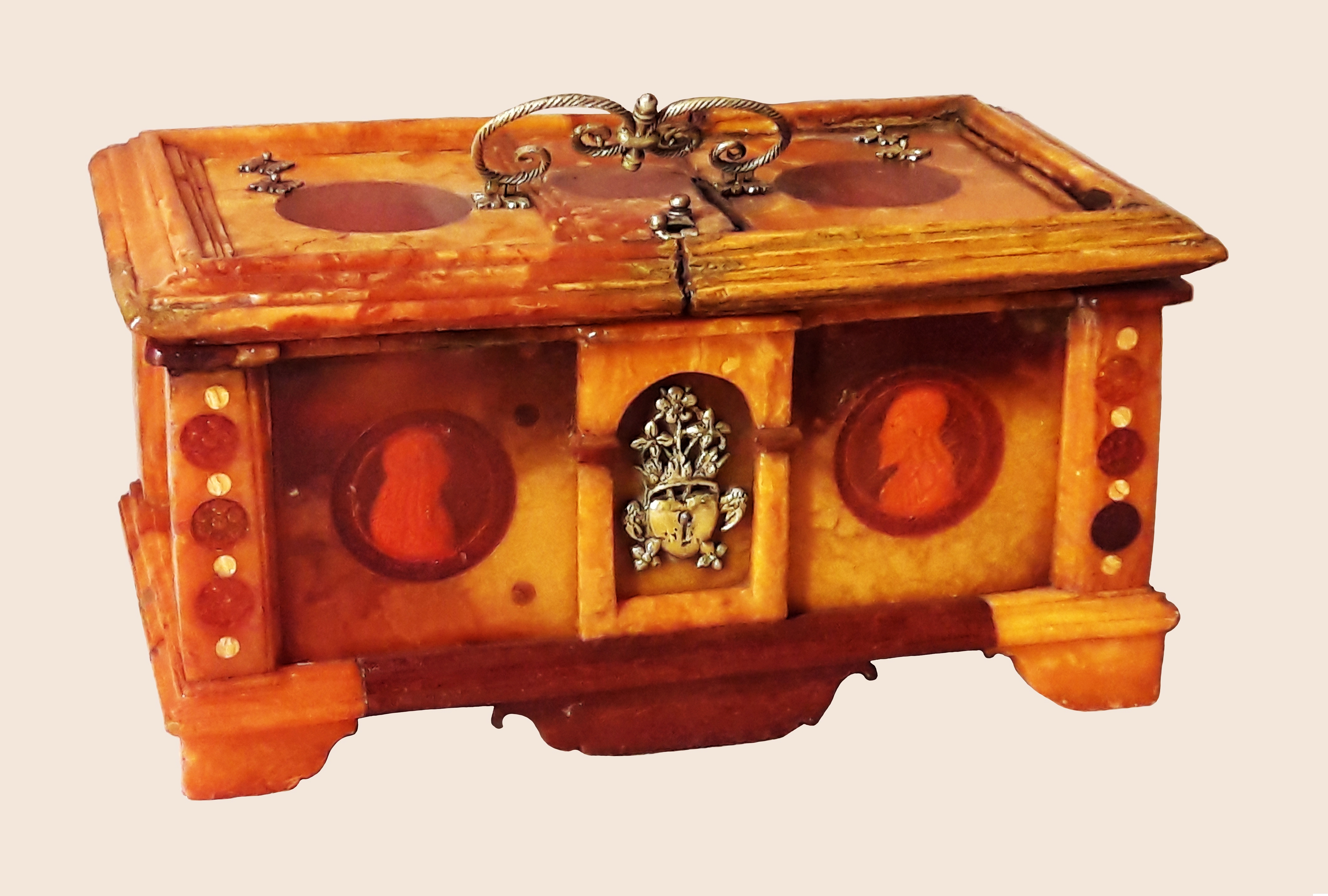
Bursztynowy kałamarz Zygmunta III Wazy
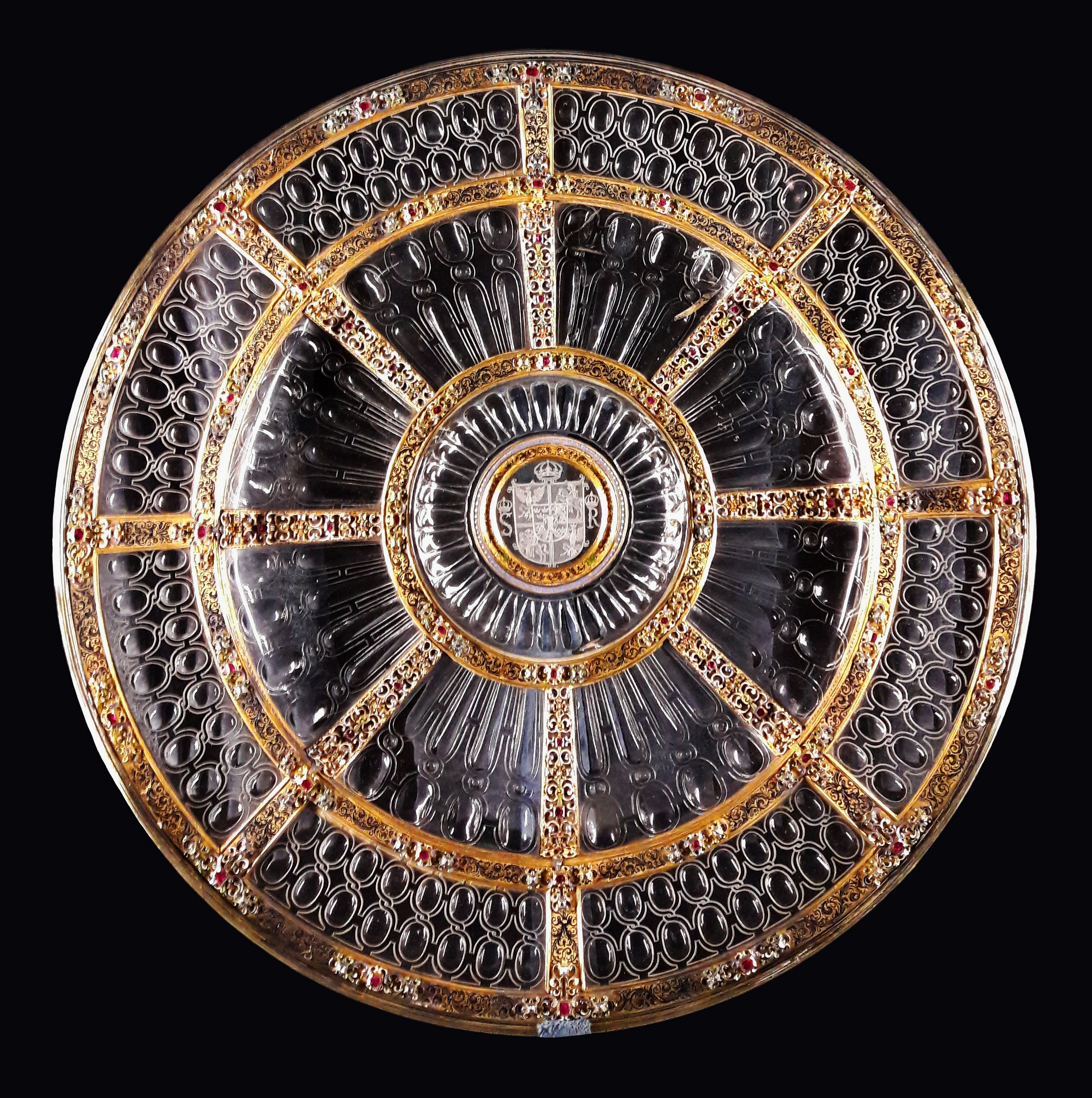
Kryształowa misa z zestawu do mycia rąk Zygmunta III Wazy
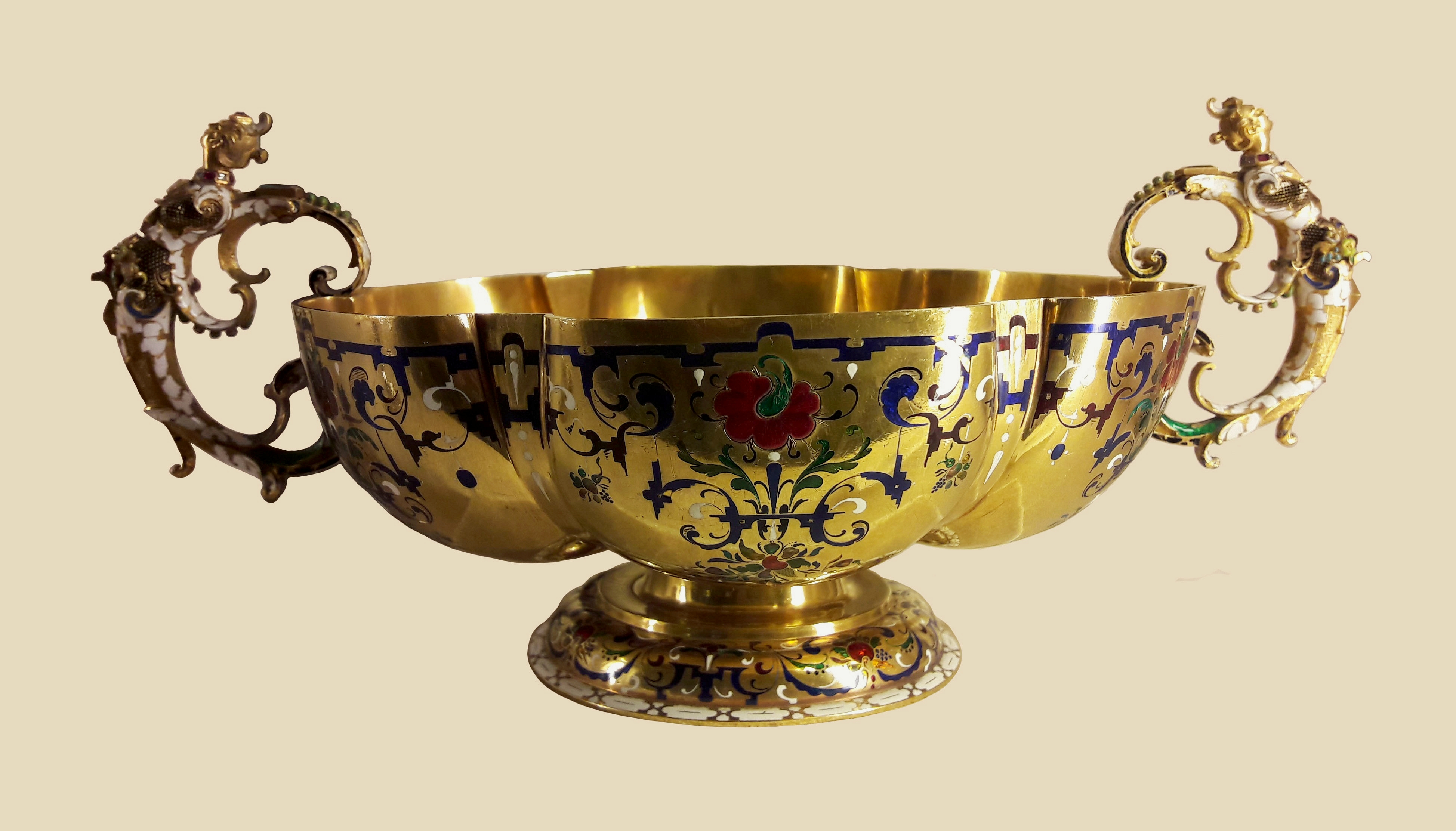
Złota czara „radziwiłłowska"
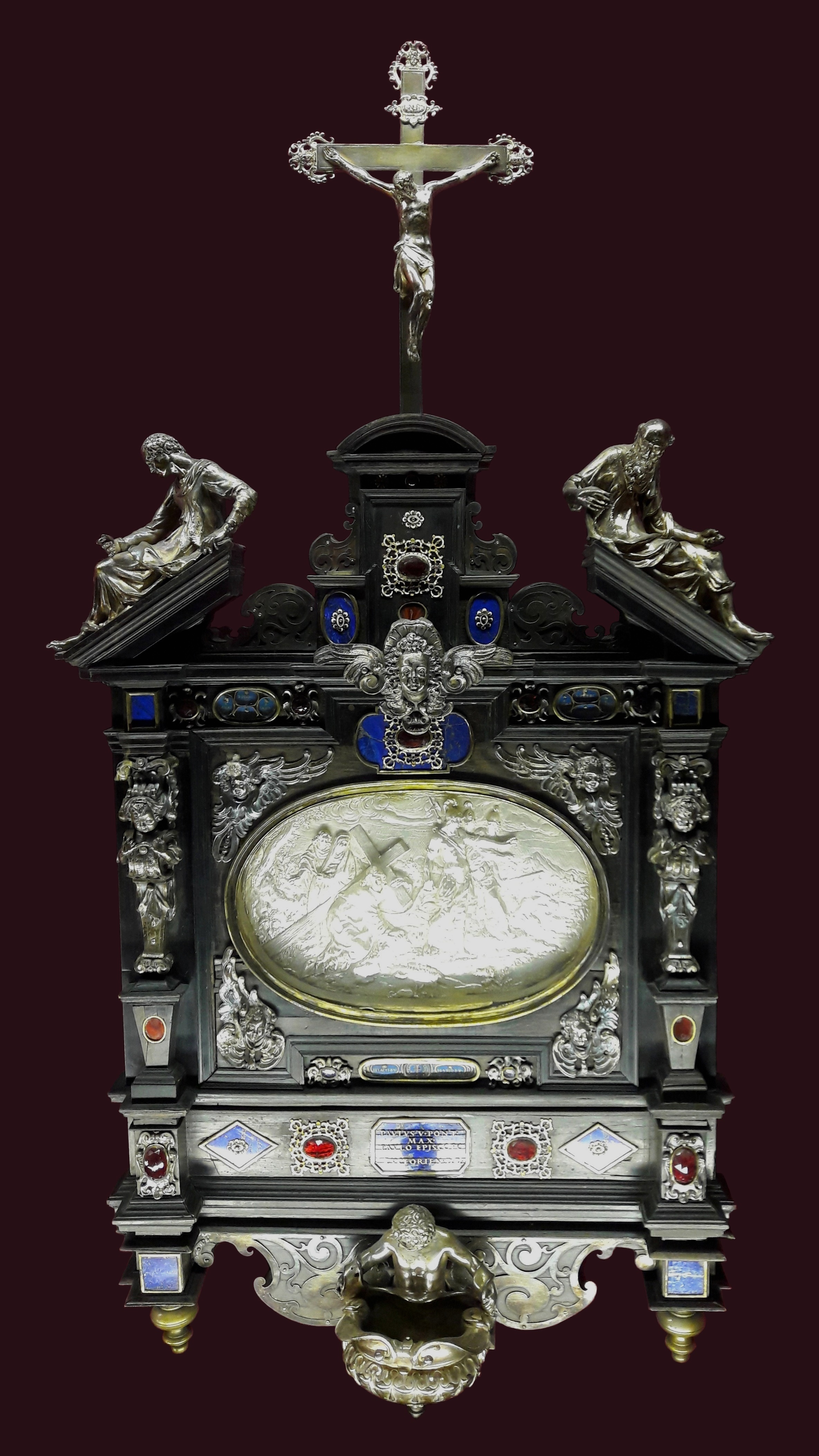
Relikwiarz ze srebrną plakietą biskupa Pawła Wołuckiego
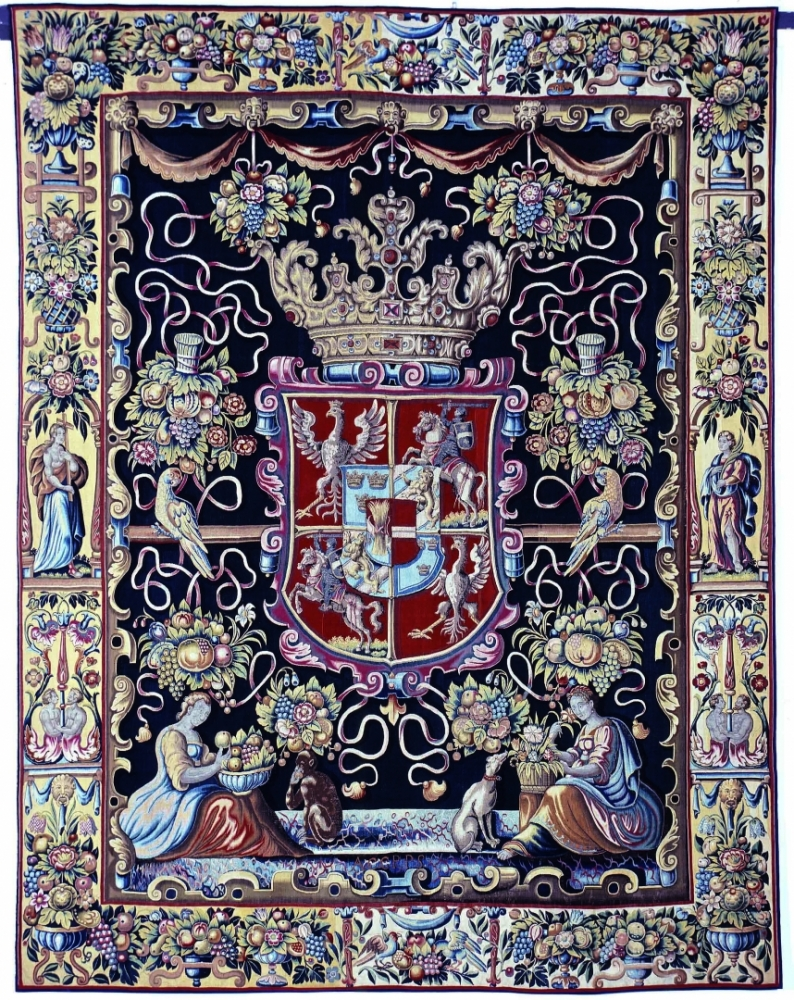
Arras z herbem Anny Katarzyny Konstancji Wazy
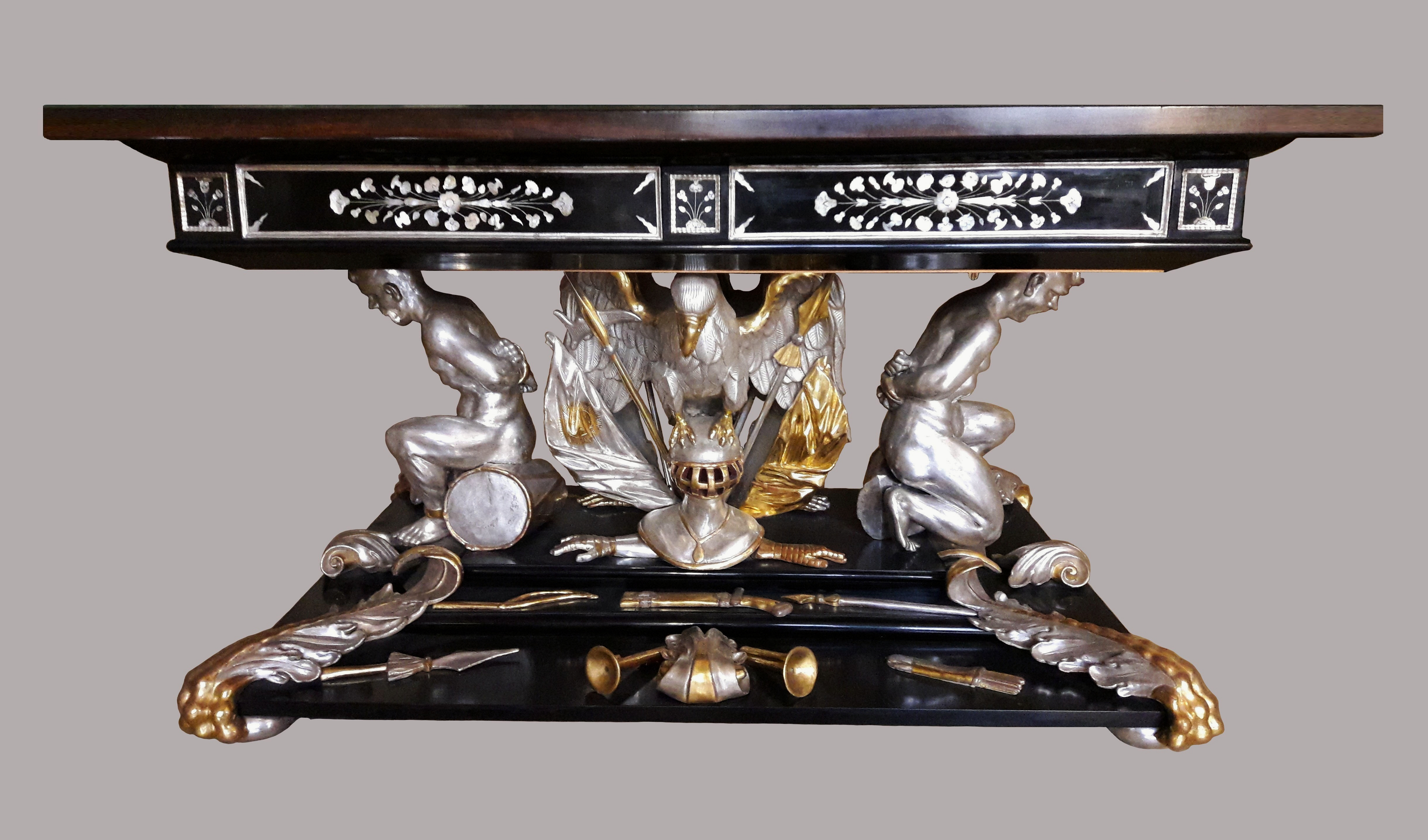
Stół do gier z heraldycznym orłem białym
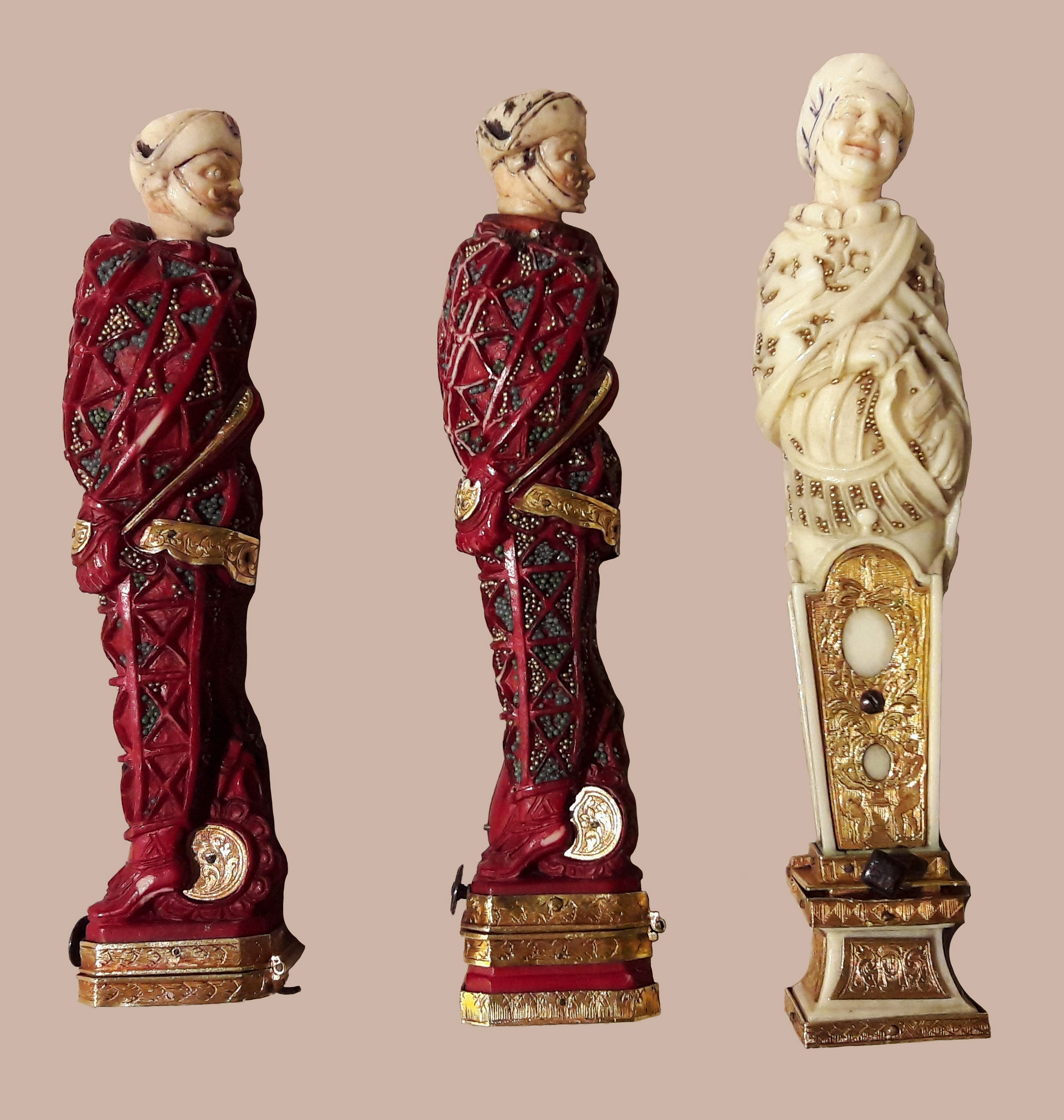
Igielniki z kości słoniowej Teresy Kunegundy Sobieskiej